# Taurus 380
Le revolver Taurus 380 est une version en .380 ACP (ou 9 mm Court) du Taurus 85.

## Caractéristiques
- Fabricants : Forjas Taurus et sa filiale américaine Taurus Mfg (Miami).
- Platine : DAO
- Chambrage : 9 mm Short
- Visée : mire métallique
- Matériau de la carcasse : acier/alliage
- Poids non chargé : 450 g
- Longueur de l'arme: 15,1 cm
- Longueur du canon : 4.5 cm
- Capacité : 5 coups (clip circulaire)

## Diffusion
Il fut vendu en grand nombre en Amérique latine (notamment aux policiers brésiliens agissant en tenue civile) et aux États-Unis sur le marché de la défense personnelle.